# Институт микробиологии имени С. Н. Виноградского РАН
Институт микробиологии им. С. Н. Виноградского РАН — научное учреждение в области общей микробиологии и вирусологии — систематики, экологии, генетики и биотехнологии микроорганизмов и вирусов. В 2015 году в результате реорганизации вошёл в состав ФИЦ «Фундаментальные основы биотехнологии» РАН.
- С 1991 года — Институт микробиологии РАН.
- В 2003 году институту присвоено имя выдающегося русского микробиолога Сергея Николаевича Виноградского.

## История
Создан на основе отдела бактериологии ИЭМ.
- В 1930 году в Ленинграде организована Микробиологическая лаборатория АН СССР.
- В 1934 году преобразована в Институт микробиологии АН СССР (ИНМИ АН СССР).
- В 1934—1938 году директором был Надсон, Георгий Адамович — основоположник общей радиобиологии и радиационной микробиологии. Также в ИНМИ работали биохимики, вирусологи и микробиологи: А. Н. Белозерский, Л. А. Зильбер, Н. Д. Иерусалимский, А. А. Имшенецкий, А. Р. Кизель, Н. А. Красильников, А. Е. Крисс, В. И. Кудрявцев, С. И. Кузнецов, М. Н. Мейсель, Е. Н. Мишустин, Д. М. Новогрудский, Я. И. Раутенштейн, В. Л. Рыжков, В. Д. Тимаков, М. П. Чумаков, В. Н. Шапошников.
- В 1938—1948 годах директором был Борис Лаврентьевич Исаченко—специалист в области общей микробиологии и экологии микроорганизмов.
- В 1949—1984 директором был академик Александр Александрович Имшенецкий. В эти годы получили развитие геологическая и нефтяная микробиология, основы культивирования микроорганизмов, экзобиология (моделирование микробной жизни на Марсе).
- В 1984—2003 директором был академик Михаил Владимирович Иванов.
- В 2003 году директором стал член-корр. РАН В. Ф. Гальченко.

В 2015 году в результате реорганизации включён в состав Федерального исследовательского центра «Фундаментальные основы биотехнологии» Российской академии наук.

## Известные сотрудники
- См. также Категория:Сотрудники Института микробиологии имени С. Н. Виноградского

акад. И. Г. Атабеков, д.б.н. М. Н. Бехтерева, д.б.н. Г. А. Дуда, член-корр. Л. В. Калакуцкий, д.б.н. Ю. Н. Карасевич, д.б.н. Л. Г. Логинова, акад. Г. К. Скрябин, акад. А. С. Хохлов, д.б.н. И. Л. Работнова, д.б.н. Горюнова С.В. и др.